# Anthurium gracilipedunculatum
Anthurium gracilipedunculatum är en kallaväxtart som beskrevs av Kurt Krause. Anthurium gracilipedunculatum ingår i släktet Anthurium och familjen kallaväxter. Inga underarter finns listade.